# Android 1.1
Android 1.1 è la seconda versione (fuori produzione) del sistema operativo mobile Android sviluppato dalla società Google. La versione è stata pubblicata il 9 febbraio 2009, inizialmente solo per HTC Dream. L'aggiornamento ha risolto bug, modificato l'API e aggiunto una serie di altre funzionalità. Per gli sviluppatori, la piattaforma Android 1.1 è resa disponibile come componente scaricabile per Android SDK.

## Novità
| Versione | Data di rilascio | Caratteristiche |
| -------- | ---------------- | --- |
| 1.1      | 9 febbraio 2009  | - Aggiunge il supporto per i tendoni nei layout; - Aggiunge commenti e ulteriori dettagli quando un utente cerca su Google Maps; - Aggiunge il supporto per il salvataggio degli allegati dei messaggi; - Nelle chiamate standard, il timeout dello schermo ora è più lungo quando si utilizza il vivavoce. |